# Balneário Bica das Andréas
O Balneário Bica das Andréas é um complexo turístico localizado na Estação Ecoturística Parque das Andréas, um patrimônio ecológico que preserva um dos ecossistemas mais belos da Região Metropolitana de Fortaleza, mais precisamente na cidade de Pacatuba, no Estado do Ceará, com uma área de 42.687,30m².

## Localização
O balneário está situado dentro da Sede Urbana da cidade, na rua Carlos Costa do Carmo, atrás da Igreja Matriz da cidade.

## Principais atrações turísticas

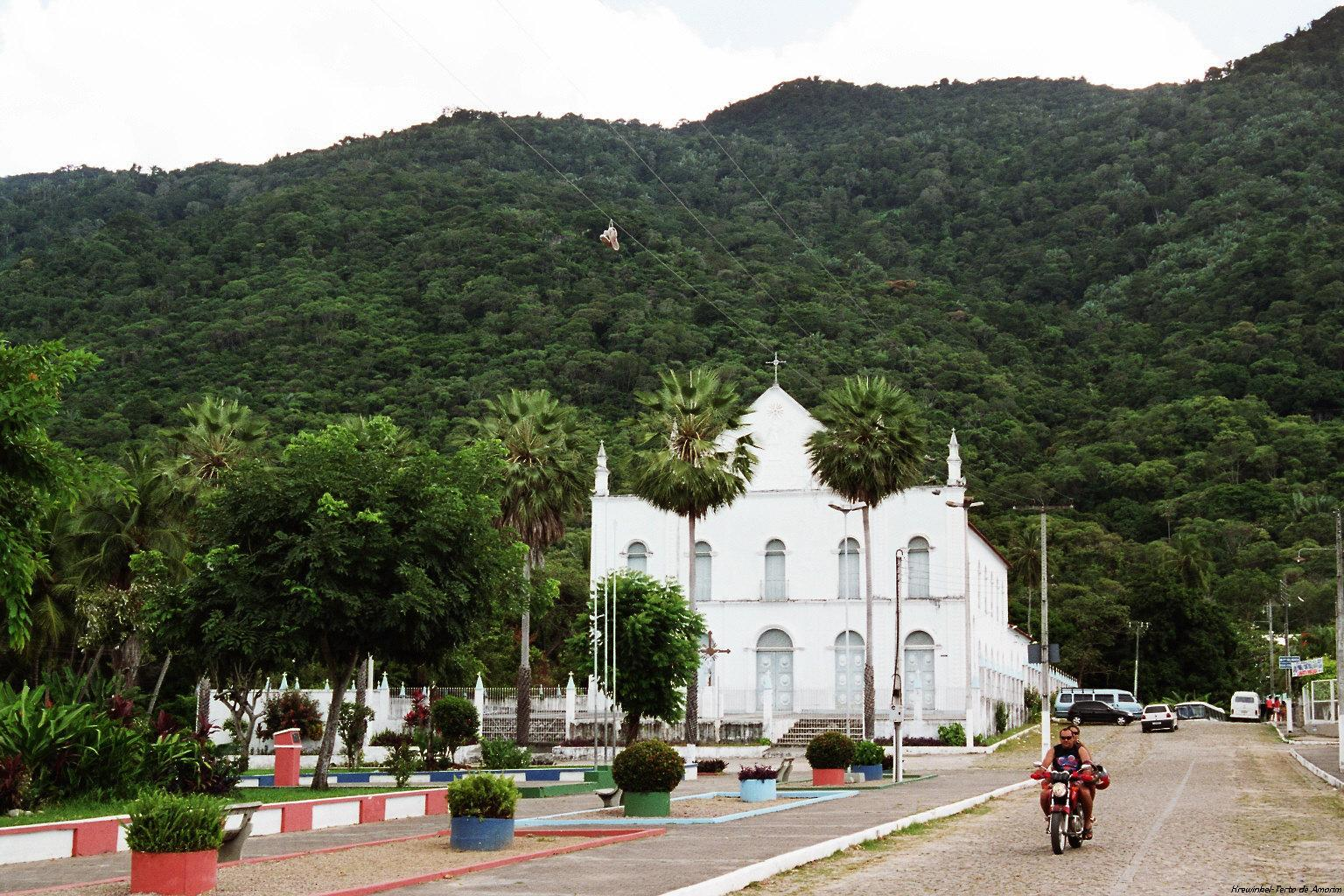
Igreja Matriz da cidade, uma das atrações próximas ao Balneário Bica das Andréas.

Além do balneário e suas piscinas naturais, a Estação Ecoturística oferece outros atrativos, como trilhas, lagos, grutas, bicas e edificações históricas.
Outras atrações
1. Mirante
2. Pedra Preta
3. Lago do Boaçu
4. Gruta do Pimpim
5. Pico do Bicudo
6. CETREFP (propriedade privada, que inclui a Cachoeira do Paraíso)
7. Pico de Letreiro
8. Pedreira
9. Açude do Piripau
10. Igreja Matriz (Igreja Nossa Senhora da Conceição)
11. Estação Ferroviária

## Clima e relevo
Formada por um extraordinário conjunto de cascatas e piscinas naturais, suas fontes situam-se no cume da Serra da Aratanha.
A região possui uma flora muito diversificada, cuja vegetação até 400m é do tipo da caatinga arbórea; entre 400 e 600m, a vegetação é do tipo mata seca; e, acima dos 600m, a vegetação é a floresta húmida, caracterizando-se pelas árvores, arbustos e trepadeiras próprias das regiões serranas.
A fisionomia da vegetação apresenta árvores de caules retilíneos, espessos, cobertos muitas vezes com orquídeas, samambaias e bromeliáceas, o que atrai ainda mais os turistas pela exuberância que o complexo tem a oferecer. A fauna é constituída por uma grande variedade de roedores, pássaros, mamíferos, serpentes e insetos. A altitude da serra é de, aproximadamente, 653,7 metros.

## Atualidade
Nos últimos anos, o Balneário tem sofrido com abandono, escassez e insegurança, o que reduz drasticamente o número de turistas e visitantes. Segundo os permissionários do balneário, o custo para obter água de um outro açude para encher as piscinas naturais do parque é de R$ 500 reais/semana.

## Tragédia em 1982
No dia 8 de junho de 1982, por volta das 2h25min, um Boeing 727-200 da extinta VASP chocou-se contra a Serra da Aratanha, matando seus 137 passageiros, dentre os quais o industrial Edson Queiroz. Assim como ele, a maioria das vítimas vinha de São Paulo, onde participaram da Feira Internacional da Indústria Têxtil (FENIT). Por conta da violência da colisão e pelo difícil acesso ao local onde a aeronave caiu, o resgate e a localização dos corpos foi muito dificultada, pois a única opção era retirar os restos mortais das vítimas do local usando helicópteros. Pela violência do impacto e da explosão, os corpos das vítimas ficaram totalmente irreconhecíveis e não puderam ser identificados. Um enterro coletivo foi realizado no Cemitério Parque da Paz, em Fortaleza/CE.
Durante 24 anos, o desastre cearense foi lembrado como o maior da aviação brasileira. Até que, pouco tempo depois, com a queda do Boeing 737-800 da Gol, no estado do Mato Grosso, resultando em 154 mortes, o acidente de Pacatuba foi superado em número de óbitos.